# جول بيانكي

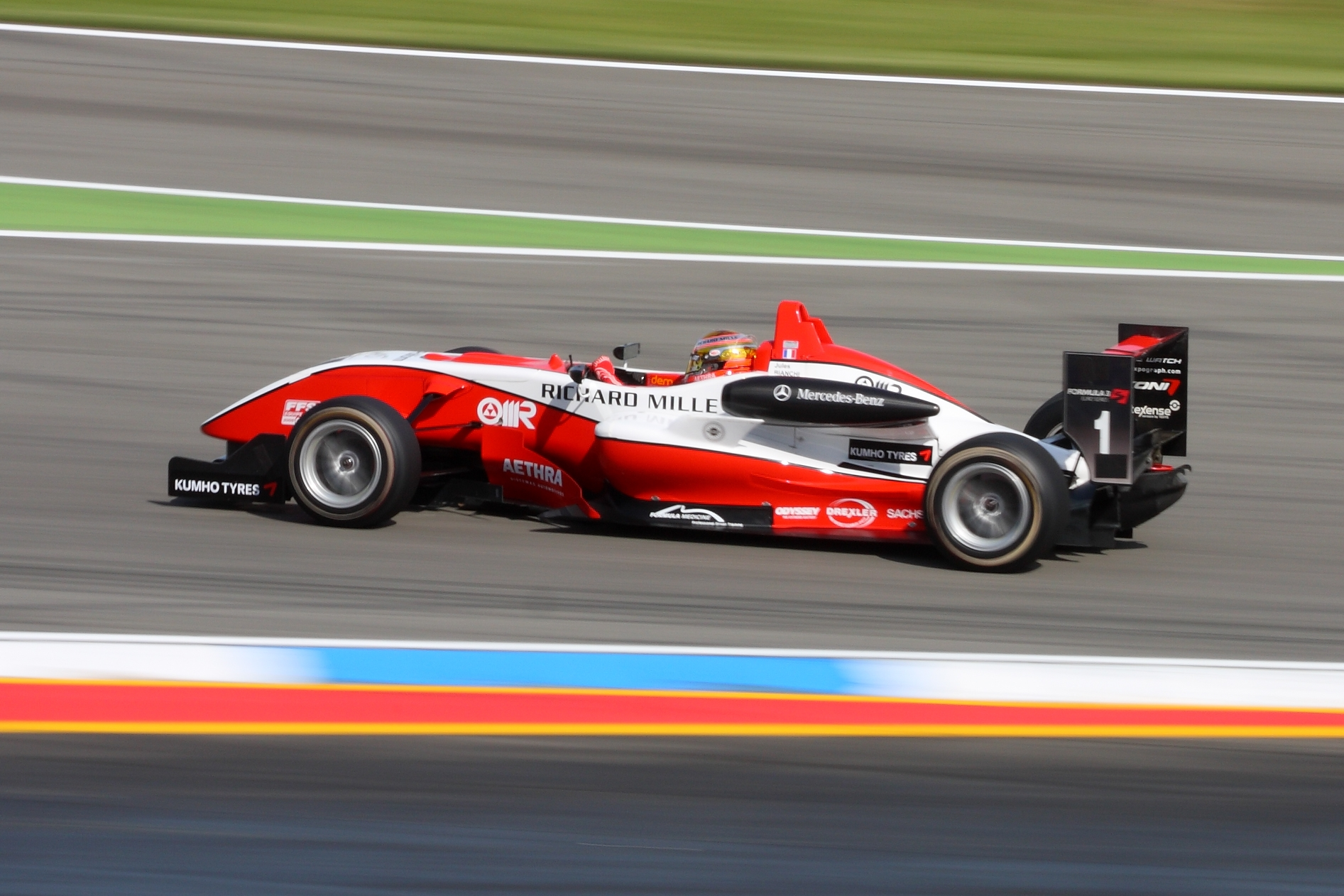
بيانكي في حلبة هوكنهايم خلال سباق فورمولا 3

جول بيانكي (بالفرنسية: Jules Bianchi) مواليد 3 أغسطس 1989 في نيس، فرنسا، كان سائق فورملا 1 فرنسي ضمن فريق فريق ماروسيا إف1. كان أول سباق له هو جائزة أستراليا الكبرى 2013 حيث جاء في المركز الخامس عشر فيه. توفي في 17 يوليو 2015 متأثرا بإصابات في رأسه تعرض لها خلال حادث قوي في جائزة اليابان الكبرى للفورمولا في أكتوبر 2014.

## وصلات خارجية
- جول بيانكي على موقع Racing-Reference.info (الإنجليزية)
- جول بيانكي على موقع DriverDB.com (الإنجليزية)

- جول بيانكي على موقع IMDb (الإنجليزية)
- جول بيانكي على موقع قاعدة بيانات الفيلم (الإنجليزية)
- جول بيانكي سجل المهنة من DriverDB.com
- جول بيانكي إحصائيات السائق من موقع Racing-Reference